# 네덜란드 매춘부

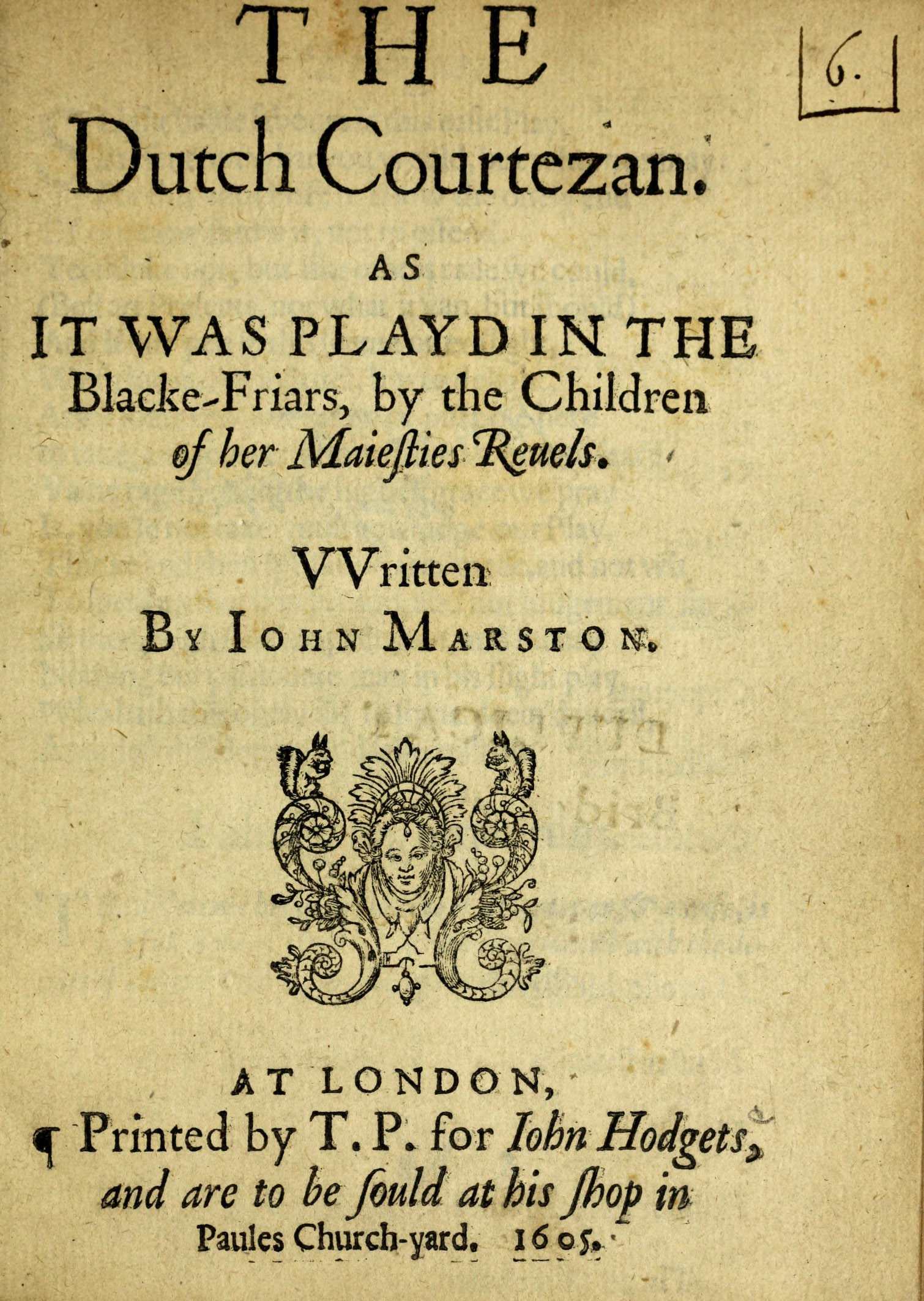
초판 표지

《네덜란드 매춘부》(The Dutch Courtesan)는 영국 르네상스 시기, 윌리엄 셰익스피어와 동시대에 활약했던 존 마스턴의 희곡이다.
네덜란드 매춘부 ‘프란세스치나’는 셰익스피어 《오셀로》의 ‘이아고’에 버금가는 ‘악녀’다. 그러나 당대의 ‘악녀’였던 프란세스치나는 오늘날 남성 귀족의 이중적인 여성관이 낳은 희생자로 비쳐진다.

## 개요
네덜란드 매춘부 프라세스치나 (Franceschina)는 연인 프리빌 (Freevill)이 결혼 소식을 전해 오자 극도로 분노한다. 급기야 프리빌의 결혼 상대 베아트리스 (Beatrice)를 죽일 계략을 꾸민다. 합법적인 사랑을 위해서 창녀와의 관계를 청산하려는 프리빌을 통해 마스턴은 여성을 정숙하고 순종적인 아내 아니면 타락하고 사악한 창녀로 이분화하는 가부장제 사회의 남성 중심적 사고방식의 횡포와 모순을 잘 보여 준다. 자신과의 관계를 청산하고 점잖은 집안의 정숙한 처녀와 결혼하려는 프리빌에게 격렬하게 분노하며 수단 방법을 가리지 않고 복수할 것을 다짐하는 프란세스치나와 달리 베아트리스는 자신에 대한 사랑과 지조를 시험하려는 프리빌의 잔인하고 무책임한 시도에도 그를 비난하지 않고 끝까지 헌신적인 태도를 보인다. 이런 차이는 감정과 본능에 따라 행동하는 프란세스치나보다 희생적이고 순종적인 베아트리스가 가부장제에 쉽게 편입될 수 있는 바람직한 여성상임을 보여 준다. 그러나 성적인 매력에 이끌려 내연 관계를 유지했던 프란세스치나를 쉽게 버리는 프리빌은 결혼 관계에서도 아내 베아트리스를 동등한 인격체로 대우하지 않을 것이 우려된다. 슬픔과 비탄에 빠져 거의 자살 직전까지 갔던 베아트리스에게 제대로 된 사과의 말도 하지 않는 프리빌은 자신이 그녀에게 저지른 잘못이 무엇인지 깨닫지도 못한다. 게다가 타락하고 사악한 창녀를 버리고 정숙하고 온순한 베아트리스를 취함으로써 자신에게 돌아올 이익이 무엇인지 생각하는 뻔뻔스러움을 보인다.
여기에 마스턴은 크리스피넬라라는 다소 진보적인 인물을 등장시킴으로써 당시 결혼에서 여성을 대하는 남성의 위선과 남녀 관계의 불평등함에 주목하게 한다. 그녀는 동등한 남녀 관계가 없는 결혼 생활에서는 절대로 미덕이 존재할 수 없다고 믿으며 따라서 자신의 자유를 침해당하지 않기 위해 결혼하기를 거부한다. 또한 그녀는 자기 생각을 솔직하게 말로 표현하고 심지어 미덕이라는 관념을 부정하고 자신이 성적 욕망을 느끼는 것을 부끄러워하지 않을 정도로 사회적 관습에 따르기를 거부한다. 크리스피넬라의 여성 중심적인 솔직한 발언은 여성을 창녀와 아내로 나누는 이분법이 부자연스러움을 고발하며 나아가 사랑을 빼앗긴 프란세스치나의 항변과 분노에 좀 더 공감할 수 있도록 한다.